# 岐阜県道195号岐阜千本松原公園自転車道線

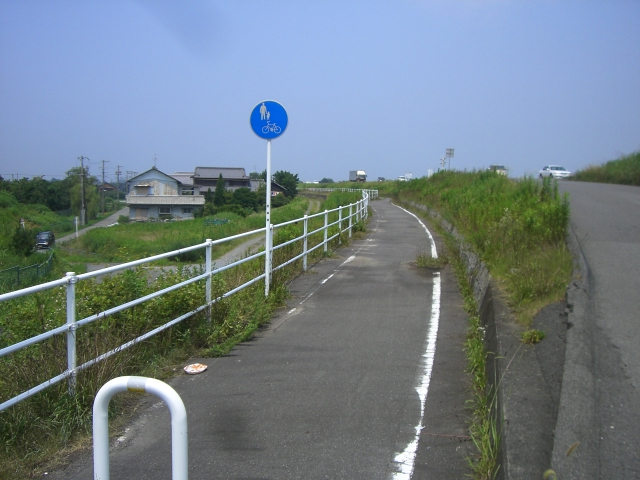
海津市付近（堤防中段）

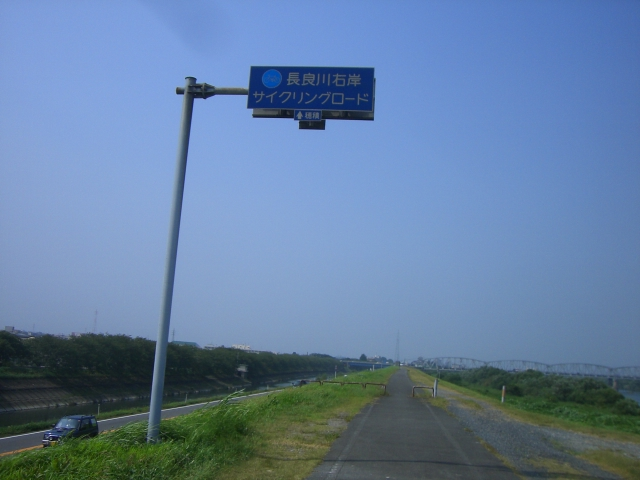
安八町付近（堤防の上）

岐阜県道195号岐阜千本松原公園自転車道線（ぎふけんどう195ごう ぎふせんぼんまつばらこうえんじてんしゃどうせん）とは、岐阜県岐阜市と同県海津市を結ぶ自転車道（岐阜県道）である。長良川自転車道ともいう。

## 概要
起点から途中の河渡橋までは長良川の左岸、それ以降は右岸の堤防を走る自転車道である。多くの区間で他の県道と平行または隣接している。

### 路線データ
- 起点：岐阜県岐阜市真砂町 忠節橋南交差点（＝国道157号〔国道303号重複〕、岐阜県道287号上白金真砂線交点）
- 終点：岐阜県海津市海津町油島 長良川大橋西交差点（＝岐阜県道23号北方多度線、岐阜県道125号佐屋多度線、岐阜県道106号桑名海津線交点）
- 総延長：36.4 km
- 幅員：3 m

## 路線状況

### 別名
- 長良川自転車道（全線）

### 重複・平行区間
- 岐阜県道92号岐阜巣南大野線（岐阜市江崎北・河渡橋東交差点 - 岐阜市河渡）
- 岐阜県道163号墨俣合渡岐阜線（岐阜市河渡 - 大垣市墨俣町墨俣・長良大橋西交差点）
- 岐阜県道23号北方多度線（大垣市墨俣町墨俣・長良大橋西交差点 - 海津市海津町油島・長良川大橋西交差点）

### 道路施設
- 河渡橋（長良川、岐阜市）

## 地理

### 通過する自治体
- 岐阜県
  - 岐阜市
  - 瑞穂市
  - 大垣市
  - 安八郡
    - 安八町
    - 輪之内町

  - 海津市
  - 羽島市
  - 海津市

### 交差する道路
岐阜市
- 国道157号（国道303号重複）（真砂町・忠節橋南交差点）
- 岐阜県道287号上白金真砂線（真砂町・忠節橋南交差点）
- 岐阜県道53号岐阜関ケ原線〔立体交差〕（大縄場）
- 岐阜県道77号岐阜環状線〔立体交差〕（鏡島）
- 岐阜県道173号文殊茶屋新田線（鏡島）
- 岐阜県道92号岐阜巣南大野線（江崎北・河渡橋東交差点、河渡）
- 岐阜県道163号墨俣合渡岐阜線（河渡）

瑞穂市
- 国道21号岐大バイパス（穂積）

大垣市
- 岐阜県道172号牛牧墨俣線（墨俣町墨俣）
- 岐阜県道23号北方多度線（墨俣町墨俣・長良大橋西交差点）
- 岐阜県道31号岐阜垂井線（墨俣町墨俣・長良大橋西交差点）

安八郡安八町
- 岐阜県道18号大垣一宮線〔立体交差〕（大森）

安八郡輪之内町
- 岐阜県道30号羽島養老線（大薮）

海津市
- 岐阜県道1号岐阜南濃線（平田町幡長）
- 岐阜県道222号成戸平田線（海津町成戸）
- 岐阜県道8号津島南濃線〔立体交差〕（海津町大和田）
- 岐阜県道117号津島海津線（海津町日原）
- 岐阜県道119号津島立田海津線（海津町古中島）
- 岐阜県道23号北方多度線（海津町油島・長良川大橋西交差点）
- 岐阜県道125号佐屋多度線（海津町油島・長良川大橋西交差点）
- 岐阜県道106号桑名海津線（海津町油島・長良川大橋西交差点）

### 周辺
- 岐阜県立岐阜高等学校
- 小紅の渡し
- 乙津寺（鏡島弘法）
- 墨俣城
- ソーラーアーク
- クレール平田
- 国営木曽三川公園（木曽三川公園センター、長良川サービスセンター、アクアワールド水郷パークセンター）
- 千本松原
- 治水神社

## その他
- 初期に建設された箇所は、治水上の理由で、堤防の上ではなく堤防の中段（陸地側）に築かれた。そのため、長良川の景色が全く見えない箇所が大半である（安八町 - 海津市区間は全て中段である）。またこの区間は路面が荒れており、同じような景色が連続するためサイクリングには適していない。[独自研究?]
- 安八町森部地区にある新犀川を渡る橋は全区間急坂であるため非常に危険である。[独自研究?]そのため、「自転車を降りて引いて渡ってください」という標識がある。